# Dicliptera inutilis
Dicliptera inutilis är en akantusväxtart som beskrevs av Emery Clarence Leonard. Dicliptera inutilis ingår i släktet Dicliptera och familjen akantusväxter. Inga underarter finns listade i Catalogue of Life.